# Arnoux Basso
Arnoux Basso (Cagliari, 1840. április 27. – 1919) orvos, Kossuth Lajos kezelőorvosa Torinóban.

## Élete
Arnoux Basso 1840. április 27-én a Szardínia szigeti Cagliariban született. Apja Basso János építész volt. Mivel mindig is az orvoslás érdekelte, ezt a pályát választotta hivatásául. 1860-ban szerezte meg az orvosi diplomát, de már az 1859-es háborúban is működött orvosként, valamint később, 1866-ban is. 1872-ben mint szardíniai bányaorvos fejtett ki figyelemre méltó tevékenységet. 1877-ben szervezte a szardíniai Ospizio Márinót, 1879-ben a San-Pietro szigeten levő bányák orvosi szolgálatát rendezte, majd 1885-ben mint a kormány megbízottja az aostai völgyben tett intézkedéseket a kolera behurcolása ellen, emellett számos kisebb-nagyobb dolgozatot is közrebocsátott, főleg a szembajok gyógyításáról.
1887-ben, 47 esztendős korában Courmayeurben ismerkedett meg az ekkor már 85 éves Kossuth Lajossal, akinek Torinóban kezelőorvosa lett, és egyúttal a turini remete házával szemközti épületbe költözött.
Az orvos mindig Kossuth mellett volt, kinek egészsége fölött a legnagyobb gondossággal őrködött, és Kossuthnak legteljesebb bizalmát, sőt barátságát is bírta, általában együtt ebédeltek és vacsoráztak, mellette pedig sétáltak a környéken vagy svédmasszázzsal kezelte az idős politikust.
Kossuth 1894 márciusában egy végzetesnek bizonyult tüdőgyulladásban halt meg Torinóban. Pesti temetésén dr. Arnoux Basso is ott volt, sőt, kijelentette, annyira tisztelte és kedvelte Kossuthot, hogy miatta Budapesten szeretne letelepedni.
Ezután egy ideig a Hungária szállóban lakott, majd 1895 februárjában az Andrássy út 94. szám alatt nyitotta meg masszázs-gyógyintézetét, amely egyben a lakása is volt. Magyarországon való tartózkodása alatt több vidéki nagyvárosba is ellátogatott, ahol éljenző tömegek várták.
Arnoux Basso 1895-ben "megrongált egészségi állapota miatt" költözött vissza Olaszországba. Hazautazása után is tovább ápolta a magyar politikus emlékét, a Kossuthtól kapott személyes tárgyakat magyar múzeumoknak ajánlotta fel. Így került például Debrecenbe Kossuth tajtékpipája is.
Basso doktornak a nemzet hálás volt, ehhez képest azonban szép lassan meg sem hívták a Kossuth-megemlékezésekre. Egy levélben mindezt szóvá is tette, amelyekben sértőnek találta, hogy a magyar politikusok nem reagálnak a leveleire.
„Mily együgyűség idealistának lenni! S mindezek az urak annak idején megjelentek nálam, hogy megköszönjék azt a gondozást, amelyben Kossuth Lajost részesítettem. Komédia! Ha a nagy hazafi csak egy percre is feltámadna, megtagadná ezeket a szívtelen áltisztelőket” – írta.
Arnoux Basso évekkel később drámai hangú levelet írt egyik aradi barátjához, melyben azt írta, nincs pénze arra, hogy megfelelő helyen gyógykezeltesse magát, egyedül él, az anyagi gondok pedig lassan felemésztik az idegeit, még azon is elgondolkozott, hogy egy pisztollyal vett véget a szenvedésének. Az aradiak – akik között azért akadtak kivételek – egy piros-fehér-zöld zászlót küldtek az orvosnak, melyre az megható válaszlevelében azt írta, ez a lobogó lesz a szemfedője a koporsójában.
Kossuth Lajos orvosa 1919-ben, 79 éves korában Olaszországban halt meg. Kossuthot örökre a szívébe zárta, ám az utolsó percig keserű volt azért, mert elfelejtették, hogy ő ápolta, támogatta utolsó éveiben.